# Altaj kraj
Altaj kraj är en kraj i västra Sibirien i Ryssland. Det federativa området gränsar, medurs från väst, till Kazakstan, Novosibirsk oblast, Kemerovo oblast och Altajrepubliken. Krajen har en yta på 167 996 km² och cirka 2,3 miljoner invånare (2019). Den administrativa huvudorten är Barnaul och andra stora städer är Bijsk, Rubtsovsk och Novoaltajsk.
Enligt den officiella ryska folkräkningen 2010 så består befolkningen av 93,9% ryssar, 2,1% tyskar, 1,4% ukrainare och 2,6% av övriga etniska grupper.

## Historik
Sedan långt tillbaka har altajerna bebott området som utgörs Altajrepubliken, Altaj kraj och närliggande delar av Tuva och Mongoliet. Området vid övre Ob och Altajs bergskullar har bebotts av ryssar sedan andra hälften av 1600-talet. Den ryska exploateringen av området tog fart efter att två fort byggdes i början av 1700-talet: Bikatunskaja 1709 och Belojarskaja 1717.